# Cattedrale metropolitana ortodossa di San Paolo
La cattedrale di San Paolo è una cattedrale ortodossa nella città di San Paolo, in Brasile. Fu eretta nel XX secolo.